# Noël Wells
Noël Wells, née 23 décembre 1986 à San Antonio, au Texas, est une actrice et réalisatrice américaine.
Elle est surtout connue pour son rôle dans Master of None et comme membre de l'équipe de Saturday Night Live pour la saison 2013–2014.

## Filmographie

### Cinéma
- 2013 : Forev : Sophie
- 2016 : Dreamland : Joanna
- 2017 : The Incredible Jessica James : Tasha
- 2017 : Infinity Baby : Theresa
- 2017 : Mr. Roosevelt : Emily Martin
- 2018 : Happy Anniversary : Mollie
- 2018 : Social Animals : Zoe
- Prévu: The Adventures of Drunky : (voix)

### Télévision
- 2014-2016 : Gentlemen Lobsters : Shell (voix)
- 2015 : Master of None : Rachel
- 2013-2016 : Wander : Lord Dominator (voix)
- 2018 : Craig de la crique : Kelsey / Mortimor (voix)
- 2020-2024 : Star Trek: Lower Decks : D'Vana Tendi (voix)
- 2021 : La Bande à Picsou (série d'animation commencée en 2017) : Zizi (June en VO) (voix)
- 2023 : Star Trek: Strange New Worlds : D'Vana Tendi (saison 2, épisode 7 - voix)

## Voix françaises
- Kelly Marot dans :
  - Master of None (série télévisée)
  - The Incredible Jessica James
  - Happy Anniversary

## Discographie

### Albums studio
- 2019 - It's So Nice!

### Singles
- 2018 - Sunrise
- 2018 - Star
- 2019 - Sad Girl Blues